# サイボウの不思議/最初から今まで
「サイボウの不思議／最初から今まで」（サイボウのふしぎ／はじめからいままで）は、日本のお笑いコンビテツandトモの3枚目のシングルである。2004年8月18日発売。発売元はポニーキャニオン。

## 概要
唯一の両A面シングルでポニーキャニオン在籍最後のシングル。「サイボウの不思議」はNHK『みんなのうた』にて、2004年8月-9月に流れた曲。映像は森まさあき製作のアニメ。「最初から今まで」は『冬のソナタ』をはじめとする韓流ブームに便乗してRyuの曲を日本語でカバーしたもの。

## 批評
CDジャーナルは「現時点での彼らの精一杯ぶりがわかる」と評する一方、「NHKで生きる道しかないだろうか」と心配する声も出た。

## 収録曲
1. サイボウの不思議(2:47)
作詞・作曲：おちあいさとこ、編曲：髙見優
細胞に関して歌った曲。
2. 最初から今まで(4:19)
作詞：Ryu、作曲：Oh Seck June・Yoo Hae Jun、編曲：吉川慶
3. サイボウの不思議（インストゥルメンタル）(2:44)
4. 最初から今まで（インストゥルメンタル）(4:18)